# Verbandsgemeinde Schweich an der Römischen Weinstraße
Verbandsgemeinde Schweich an der Römischen Weinstraße – gmina związkowa w Niemczech, w kraju związkowym Nadrenia-Palatynat, w powiecie Trier-Saarburg. Siedziba gminy związkowej znajduje się w mieście Schweich.

## Podział administracyjny
Gmina związkowa zrzesza 19 gmin, w tym jedną gminę miejską (Stadt) oraz 18 pozostałych gmin:
1. Bekond
2. Detzem
3. Ensch
4. Fell
5. Föhren
6. Kenn
7. Klüsserath
8. Köwerich
9. Leiwen
10. Longen
11. Longuich
12. Mehring
13. Naurath (Eifel)
14. Pölich
15. Riol
16. Schleich
17. Schweich
18. Thörnich
19. Trittenheim